# Acraga
Genre
Acraga est un genre d'insectes lépidoptères (papillons) de la famille des Dalceridae.

## Liste d'espèces
Selon BioLib (21 janvier 2022) :
- Acraga angulifera Schaus, 1905
- Acraga ciliata Walker, 1855
- Acraga coa (Schaus, 1892)
- Acraga infusa Schaus, 1905
- Acraga leberna (Druce, 1890)
- Acraga ochracea Walker, 1855